# Hyblaea fontainei
Hyblaea fontainei is een vlinder uit de familie Hyblaeidae. De wetenschappelijke naam van deze soort is voor het eerst geldig gepubliceerd in 1967 door Berio.
De soort komt voor in tropisch Afrika.